# Corsair (motorfietsmerk)
Corsair Trikes is een Amerikaans merk van trikes. Het bedrijf is onderdeel van John Edwards Enterprises, Beaumont, Californië.
Het bedrijf maakt al sinds 1975 trikes met Volkswagen-boxermotoren, maar gebruikt ook Harley-Davidson motorblokken.